# Vieux-Charmont
Vieux-Charmont é uma comuna francesa na região administrativa de Borgonha-Franco-Condado, no departamento de Doubs. Estende-se por uma área de 2,51 km². Em 2010 a comuna tinha 2 816 habitantes (densidade: 1 121,9 hab./km²).